# 今井月
今井月（2000年8月15日—）是一名日本游泳運動員，現就讀於豐川高等學校，目前所屬單位為可口可樂體育俱樂部。她曾創下女子200公尺個人混合式的世界青少年紀錄，也代表日本參加2016年夏季奧林匹克運動會女子200公尺個人混合式比賽，最終於準決賽淘汰。

## 演出

### 電視廣告
- 日本可口可樂《可口可樂 Gold Bottle》（2016年）[4]

- YouTube上的「Gold Bottle」篇30秒
- YouTube上的「Gold Bottle」篇15秒

## 外部連結
- 今井月的X（前Twitter）
- 今井月的Instagram帳戶